# The Dead End
The Dead End è un cortometraggio muto del 1914 diretto e interpretato da David Hartford. Tra gli attori del film appare anche il nome di Frank Lloyd che sarebbe in seguito un brillante regista di Hollywood.

## Produzione
Il film fu prodotto dalla Nestor Film Company.

## Distribuzione
Distribuito dall'Universal Film Manufacturing Company, il film - un cortometraggio di una bobina - uscì nelle sale cinematografiche USA il 7 gennaio 1914.